# Joy Ride Turbo
Joy Ride Turbo è un videogioco di guida per Xbox 360. Il gioco è stato sviluppato dalla BigPark e pubblicato dalla Microsoft Game Studios. Si tratta di un sequel di Kinect Joy Ride, ma a differenza del suo predecessore, Turbo non consente l'uso del Kinect. È stato pubblicato in tutto il mondo il 3 maggio 2012 attraverso l'Xbox Live Arcade.